# Joyce Chepchumba
Joyce Chepchumba (née le 6 novembre 1970 à Kericho) est une athlète kényane spécialiste du marathon. 

## Palmarès
- 3e du Marathon des Jeux olympiques de 2000 à Sydney en 2 h 24 min 45 s.
- Vainqueur du Marathon de New York 2002 en 2 h 25 min 56 s.